# Хан Тхе Йон
Хан Тхе Йон (кор. 한 태영; нар. 4 вересня 1979, Сеул) — південнокорейський борець греко-римського стилю, чемпіон, срібний та дворазовий бронзовий призер чемпіонатів Азії, чемпіон Азійських ігор, бронзовий призер Кубку світу, учасник Олімпійських ігор.

## Життєпис
Боротьбою почав займатися з 1994 року. У 1998 році здобув срібну медаль чемпіонату Азії серед юніорів.
Виступав за борцівський клуб Корейської житлової компанії. Тренер — Мюн Сук Пак.

## Спортивні результати на міжнародних змаганнях

### Виступи на Олімпіадах
| Змагання                    | Збірна         | Вагова категорія                 | Місце |
| --------------------------- | -------------- | -------------------------------- | ----- |
| Літні Олімпійські ігри 2008 | Південна Корея | греко-римська боротьба, до 96 кг | 5     |

### Виступи на Чемпіонатах світу
| Змагання                        | Збірна         | Вагова категорія                 | Місце |
| ------------------------------- | -------------- | -------------------------------- | ----- |
| Чемпіонат світу з боротьби 2002 | Південна Корея | греко-римська боротьба, до 96 кг | 12    |
| Чемпіонат світу з боротьби 2003 | Південна Корея | греко-римська боротьба, до 96 кг | 25    |
| Чемпіонат світу з боротьби 2006 | Південна Корея | греко-римська боротьба, до 96 кг | 10    |
| Чемпіонат світу з боротьби 2007 | Південна Корея | греко-римська боротьба, до 96 кг | 30    |

### Виступи на Чемпіонатах Азії
| Змагання                       | Збірна         | Вагова категорія                 | Місце  |
| ------------------------------ | -------------- | -------------------------------- | ------ |
| Чемпіонат Азії з боротьби 1999 | Південна Корея | греко-римська боротьба, до 97 кг | 4      |
| Чемпіонат Азії з боротьби 2003 | Південна Корея | греко-римська боротьба, до 96 кг | Золото |
| Чемпіонат Азії з боротьби 2004 | Південна Корея | греко-римська боротьба, до 96 кг | Срібло |
| Чемпіонат Азії з боротьби 2005 | Південна Корея | греко-римська боротьба, до 96 кг | 5      |
| Чемпіонат Азії з боротьби 2006 | Південна Корея | греко-римська боротьба, до 96 кг | Бронза |
| Чемпіонат Азії з боротьби 2007 | Південна Корея | жіноча боротьба, до 67 кг        | 5      |
| Чемпіонат Азії з боротьби 2008 | Південна Корея | греко-римська боротьба, до 96 кг | Бронза |

### Виступи на Азійських іграх
| Змагання           | Збірна         | Вагова категорія                 | Місце  |
| ------------------ | -------------- | -------------------------------- | ------ |
| Азійські ігри 2006 | Південна Корея | греко-римська боротьба, до 96 кг | Золото |

### Виступи на Кубках світу
| Змагання                    | Збірна         | Вагова категорія                 | Місце  |
| --------------------------- | -------------- | -------------------------------- | ------ |
| Кубок світу з боротьби 2006 | Південна Корея | греко-римська боротьба, до 96 кг | Бронза |

### Виступи на Чемпіонатах світу серед студентів
| Змагання                                        | Збірна         | Вагова категорія                 | Місце |
| ----------------------------------------------- | -------------- | -------------------------------- | ----- |
| Чемпіонат світу з боротьби серед студентів 2000 | Південна Корея | греко-римська боротьба, до 97 кг | 4     |

### Виступи на інших змаганнях
| Змагання                                                        | Збірна         | Вагова категорія                 | Місце  |
| --------------------------------------------------------------- | -------------- | -------------------------------- | ------ |
| Кубок Азії з боротьби 2003                                      | Південна Корея | греко-римська боротьба, до 96 кг | Бронза |
| Олімпійський кваліфікаційний турнір з боротьби 2004 (Новий Сад) | Південна Корея | греко-римська боротьба, до 96 кг | 17     |
| Олімпійський кваліфікаційний турнір з боротьби 2004 (Ташкент)   | Південна Корея | греко-римська боротьба, до 96 кг | 17     |

### Виступи на змаганнях молодших вікових груп
| Змагання                                      | Збірна         | Вагова категорія                 | Місце  |
| --------------------------------------------- | -------------- | -------------------------------- | ------ |
| Чемпіонат Азії з боротьби серед юніорів 1998  | Південна Корея | греко-римська боротьба, до 90 кг | Срібло |
| Чемпіонат світу з боротьби серед юніорів 1998 | Південна Корея | греко-римська боротьба, до 90 кг | 4      |
| Чемпіонат світу з боротьби серед юніорів 1999 | Південна Корея | греко-римська боротьба, до 97 кг | 12     |